# Meys
Meys é uma comuna francesa na região administrativa de Auvérnia-Ródano-Alpes, no departamento de Ródano. Estende-se por uma área de 14,65 km². Em 2010 a comuna tinha 864 habitantes (densidade: 59 hab./km²).